# Jermilow-Zentrum

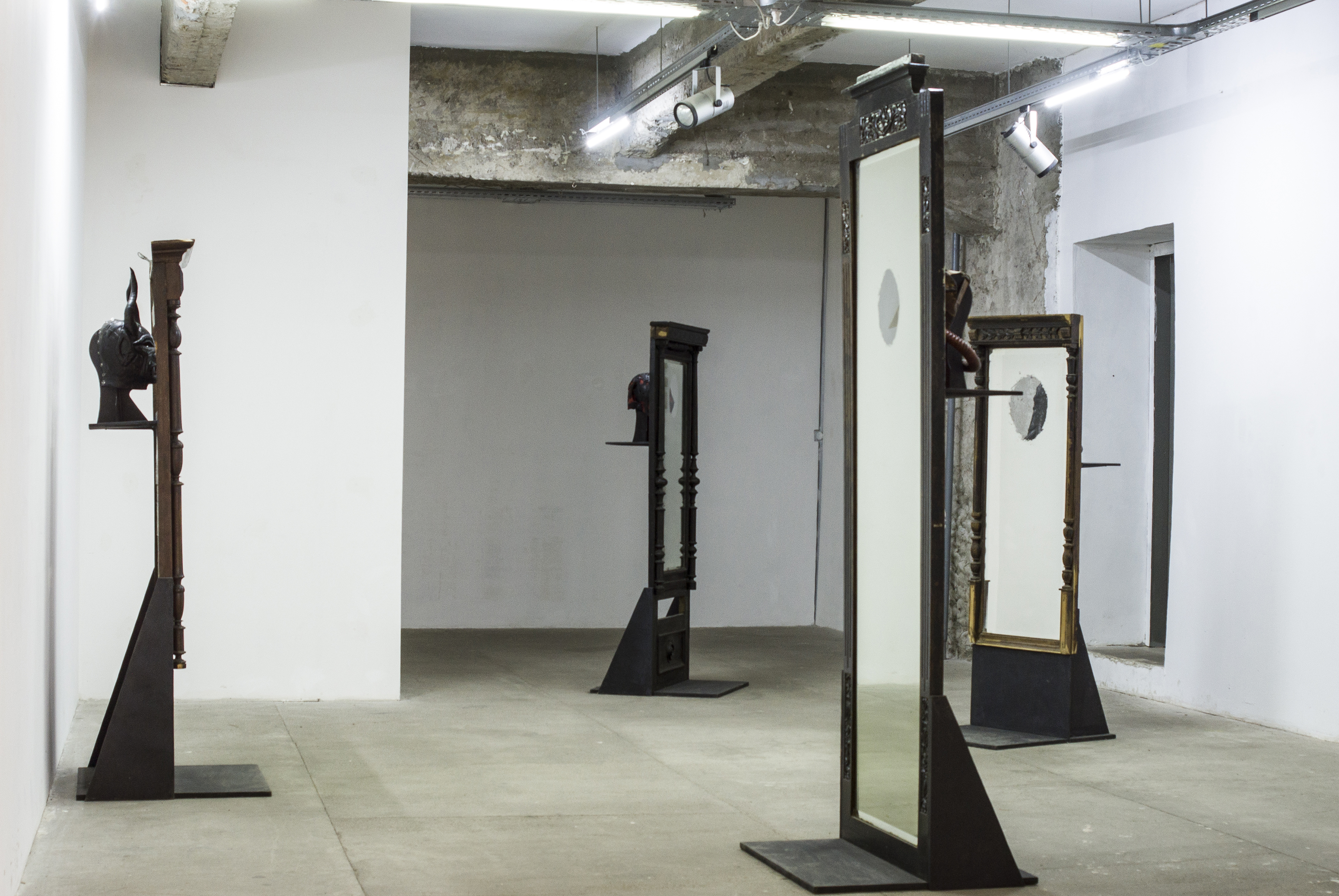
Blick in eine Ausstellung im Jermilow-Zentrum

Das Jermilow-Zentrum (ukrainisch ЄрміловЦентр JermilowZentr, englisch Yermilov Centre) ist ein Zentrum für zeitgenössische Kunst in Charkiw.

## Geschichte
Das Zentrum wurde 2012 eröffnet und ist nach dem ukrainisch-russischen Künstler Wassili Jermilow (1894–1968), einem wichtigen Vertreter der ukrainischen Avantgarde, benannt.
Die Eröffnung fand am 22. März 2012, dem Geburtstag von Jermilow, statt. Präsentiert wurde dabei die Ausstellung Construction. From Constructivism to Contemporary. Kharkiv 20th–21st Centuries, die sich mit der Kunst in Charkiw vom Konstruktivismus bis zur Gegenwart beschäftigte. Dabei wurden Werke von Künstlern wie Jermilow, Boris Kosarew, Witali Kulikow, Pawlo Makow, Artem Wolokitin, Roman Minin, Hamlet Sinkowskyj und Alina Kleitman gezeigt.
Das Jermilow-Zentrum veranstaltet regelmäßig Ausstellungen, Diskussionen und Gesprächsrunden, Performances und Workshops. Es fördert den interkulturellen Dialog zwischen Künstlern, Kritikern, Kuratoren und Forschern. Dazu finden beispielsweise Artist-in-Residence-Programme sowie Kollaborationen mit der Nationalen W.-N.-Karasin-Universität Charkiw statt.

## Architektur
Das Jermilow-Zentrum befindet sich im Hauptgebäude der Nationalen W.-N.-Karasin-Universität Charkiw. Die Innenarchitektur wurde von den Charwiker Designern und Künstlern Ihor Ostapenko, Inna Pedan und Andrij Kworostjanow entworfen. Es erstreckt sich über insgesamt zwei Etagen.